# NGC 5519
NGC 5519 (другие обозначения — NGC 5570, UGC 9111, MCG 1-36-25, ZWG 46.70, PGC 50865) — спиральная галактика (Sa) в созвездии Волопас.
Объект причисляют к галактикам низкой поверхностной яркости, которые обычно являются карликовыми.
Этот объект занесён в новый общий каталог несколько раз, с обозначениями NGC 5519, NGC 5570.
Этот объект входит в число перечисленных в оригинальной редакции «Нового общего каталога».